# 利根大堰

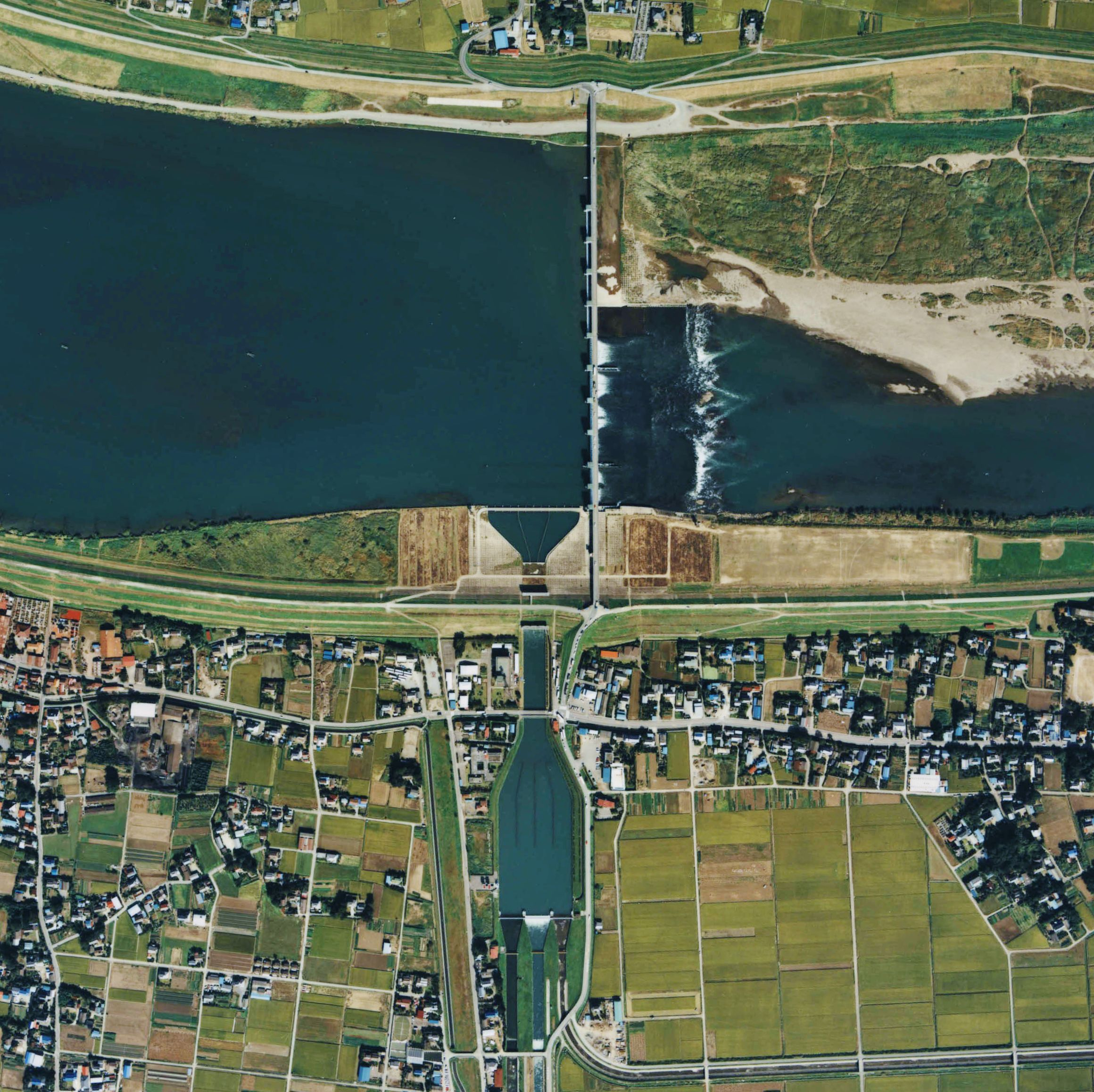
利根大堰空撮
利根川の水は右岸の取水口から南（写真下）へ流れる。

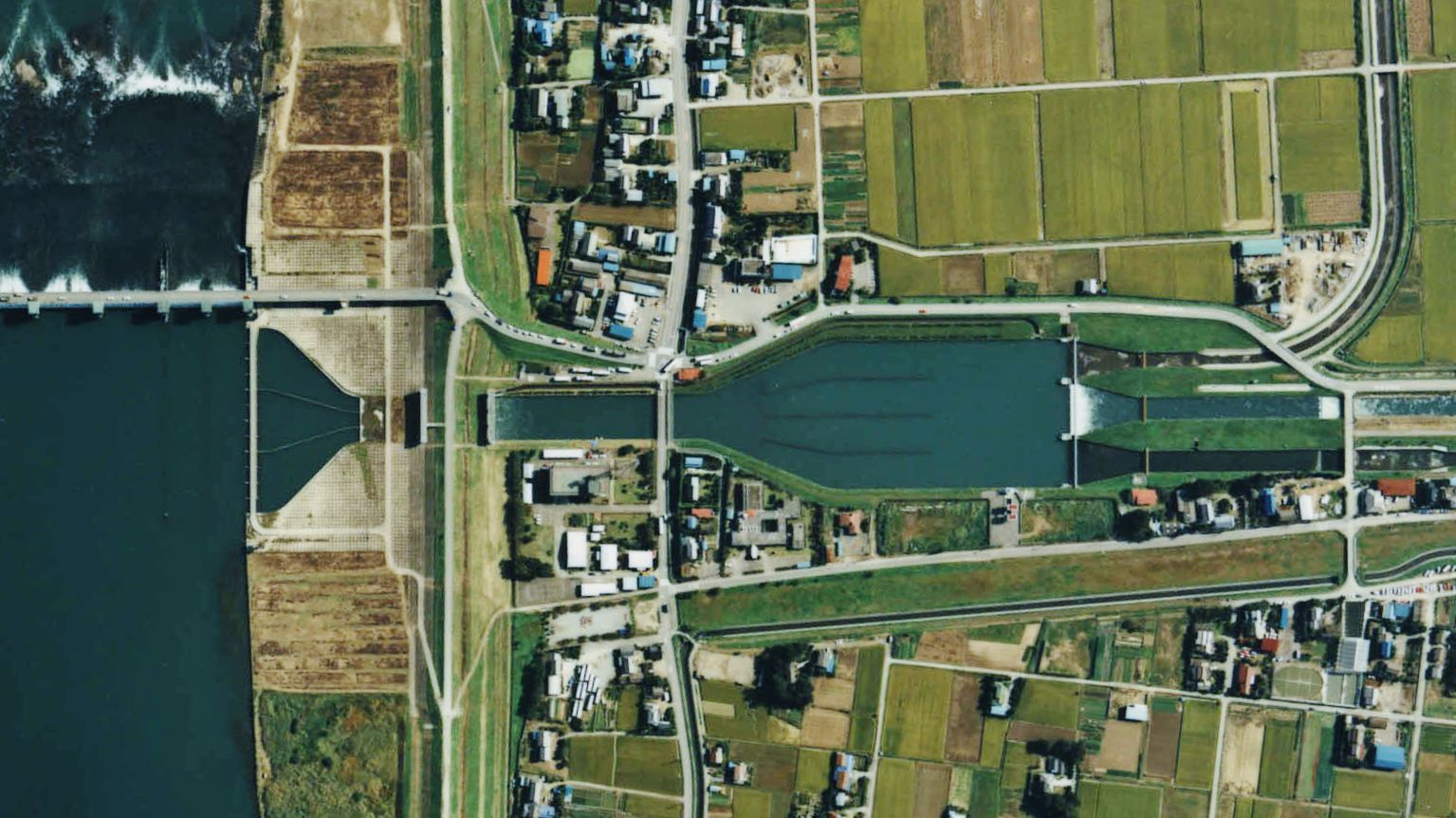
取水口・沈砂池・分水工空撮

利根大堰（とねおおぜき）は、埼玉県行田市と群馬県邑楽郡千代田町の県境、利根川本川・河口から154 km地点に建設された、日本でも屈指の規模を有する堰である。

## 沿革
高度経済成長期において、東京都の水需要の急激な増大は深刻な問題となっていった。この為、建設省（現・国土交通省）は、東京の水需要を多摩川から利根川に転換すべく、1963年に利根導水路計画を立案した。元々、東京（江戸）を水害から守るという目的で利根川東遷事業を進めたという経緯があり、水利権の問題はあったが、時の建設大臣（池田内閣）河野一郎の政治的決断で計画されたといわれる。
1964年、東京オリンピックを前にして、東京は未曾有の大渇水（通称・東京砂漠）が起こり、危機的状況に陥った。東京都の緊急要請により、建設省は朝霞水路を通して緊急取水を実施した。その後、1965年には荒川に秋ヶ瀬取水堰が建設され、朝霞浄水場へ導水するための整備を行った。
こうした中で利根川は「水資源開発促進法」に基づく指定河川となり、水資源開発公団（現・独立行政法人水資源機構）が「利根川・荒川水資源開発基本計画」に従い、利根川から水道用水を取水する為に見沼代用水元入がある地点に利根大堰を建設し、首都圏の水需要に応えようとした。堰は1968年4月に完成した。
- 左岸：群馬県邑楽郡千代田町上中森 上中森（群馬県道38号足利千代田線）
- 右岸：埼玉県行田市酒巻 武蔵大橋（埼玉県道59号羽生妻沼線）

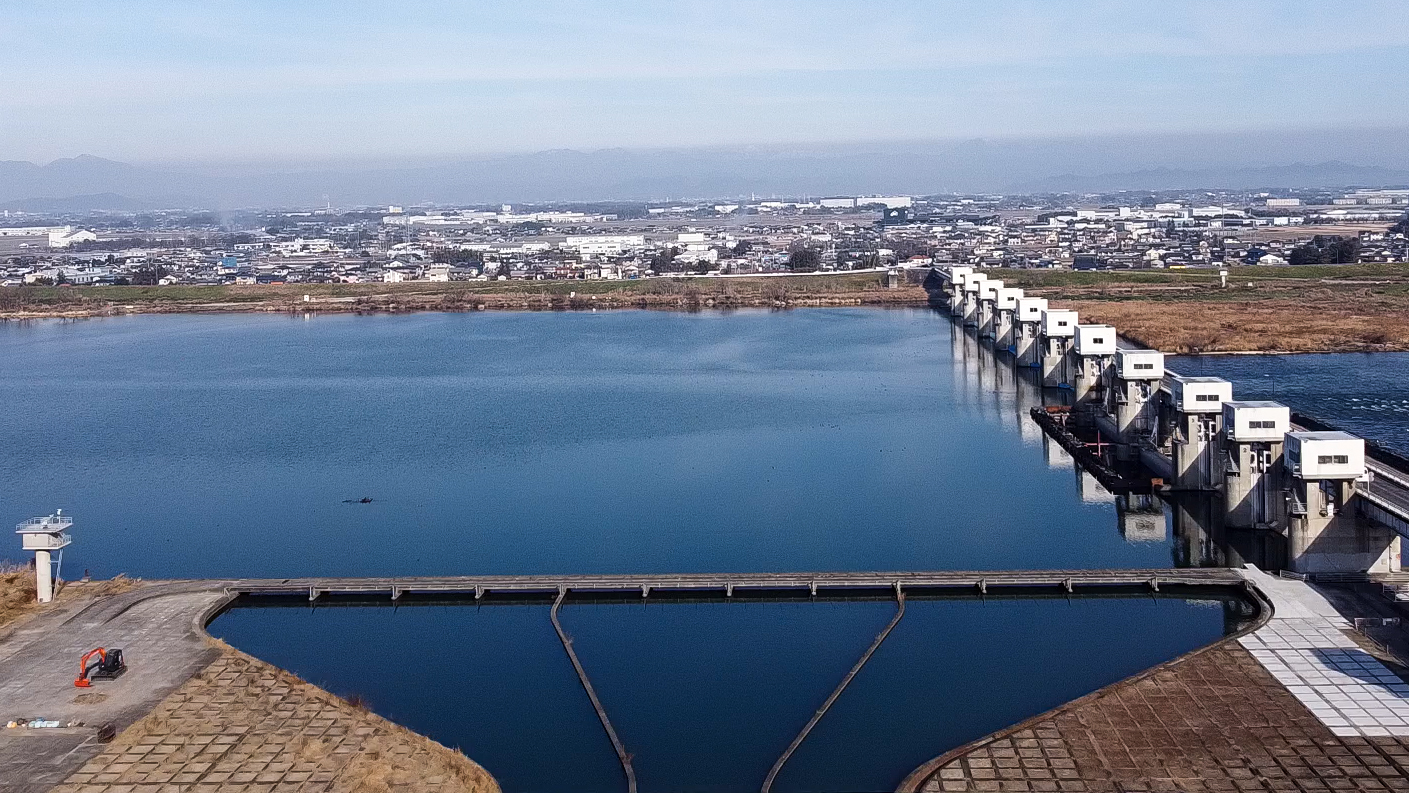
利根大堰と取水口
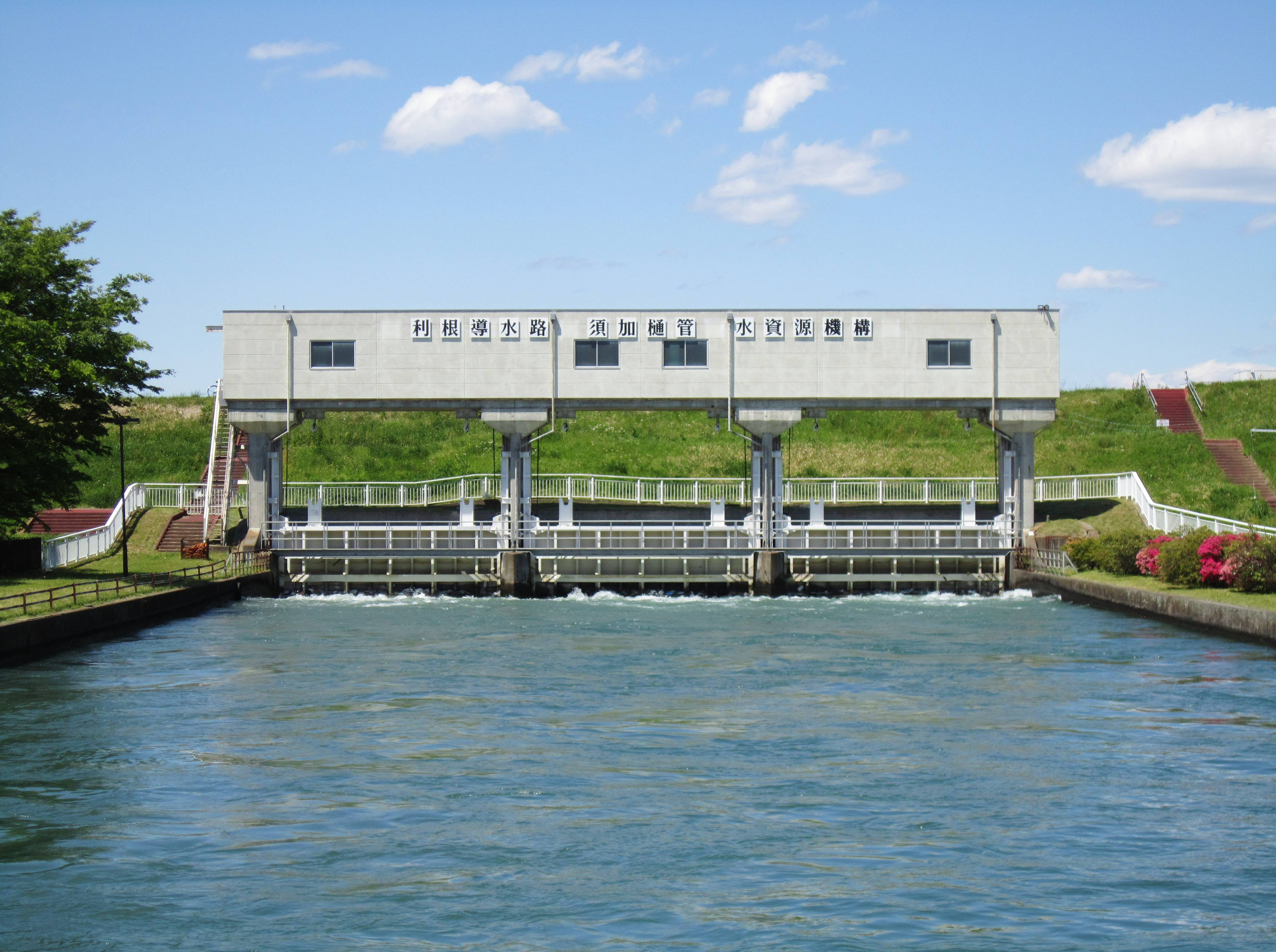
堤防をくぐる須加樋管
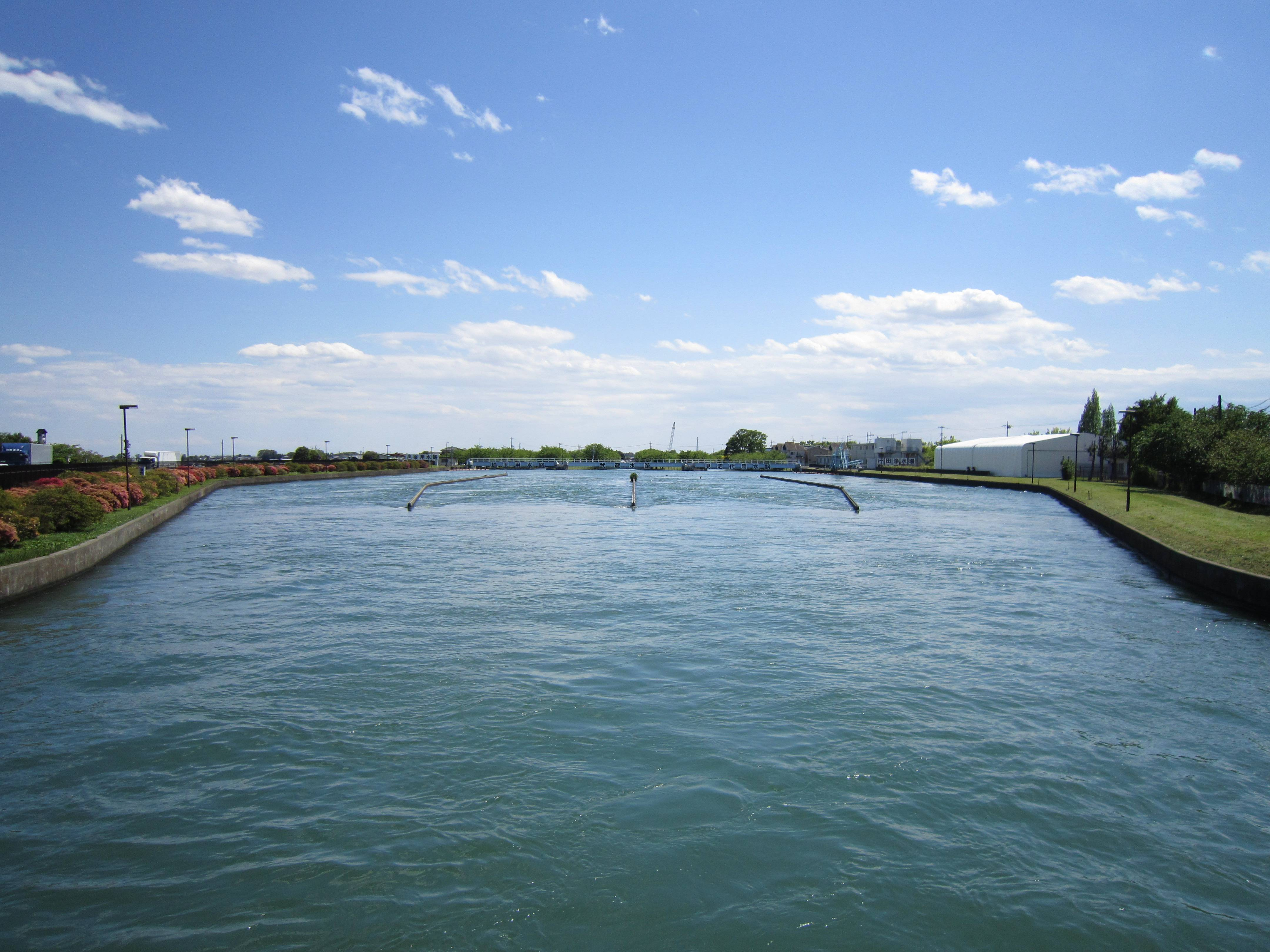
沈砂池
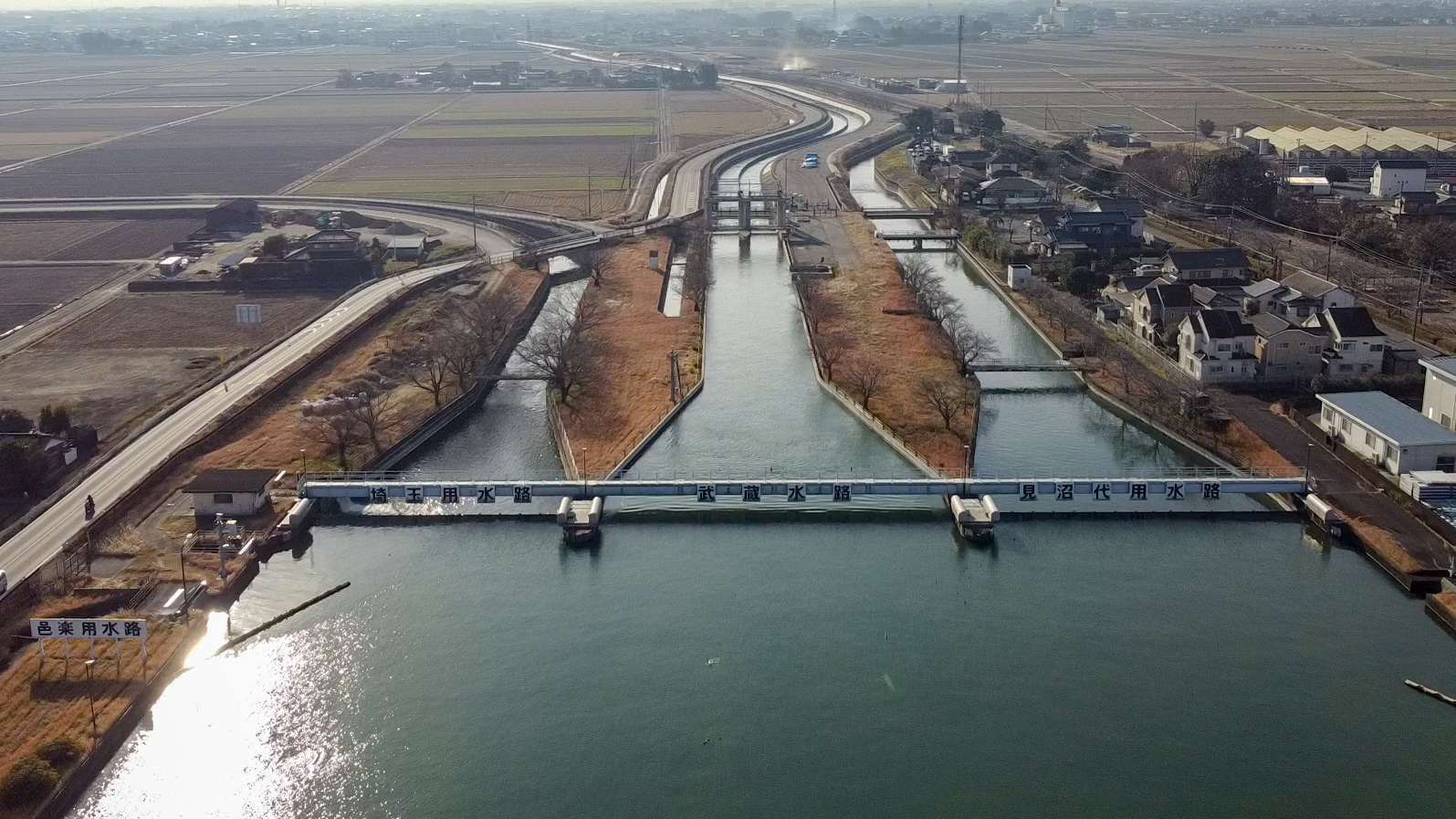
沈砂池と分水施設
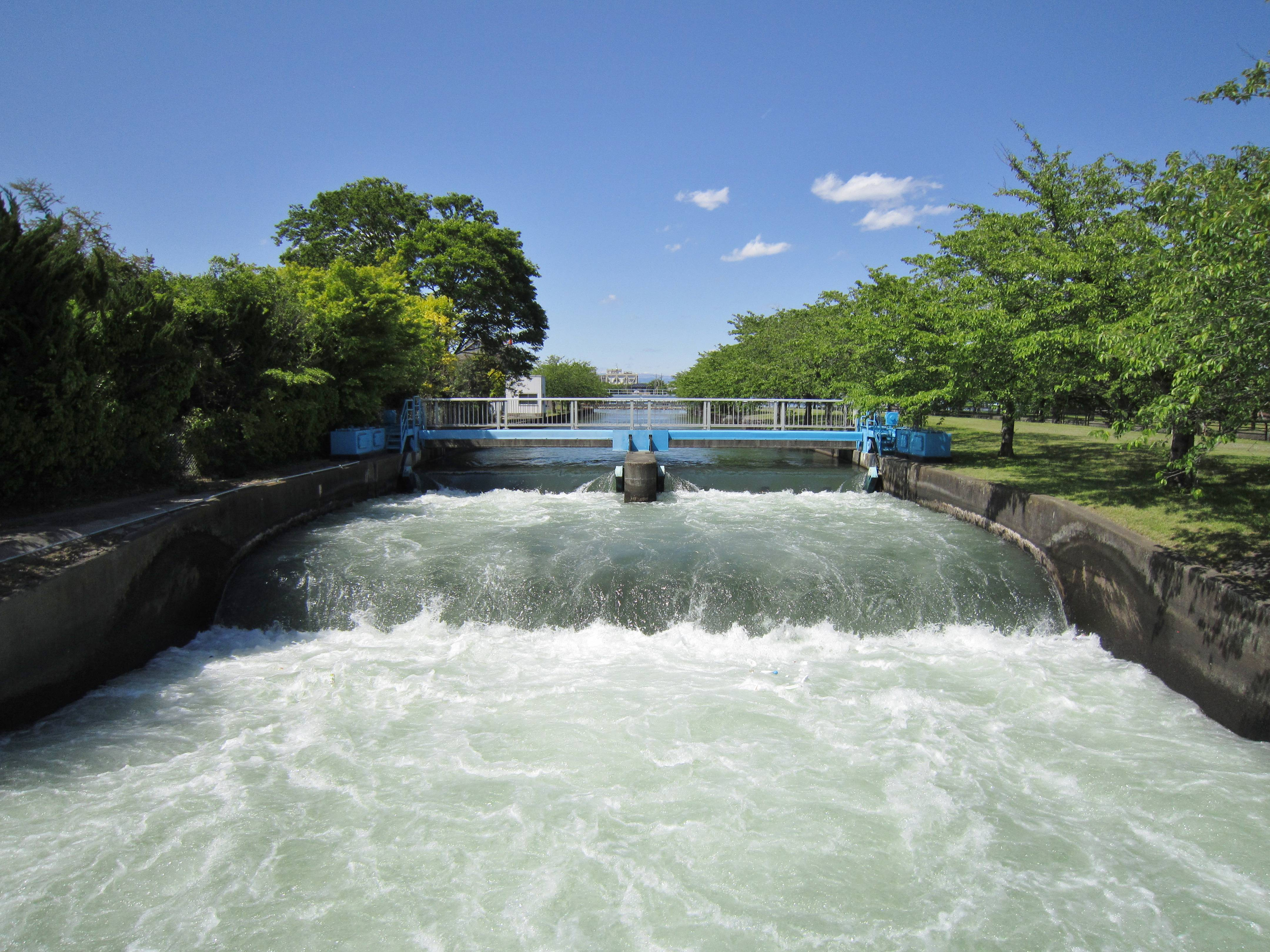
見沼代用水
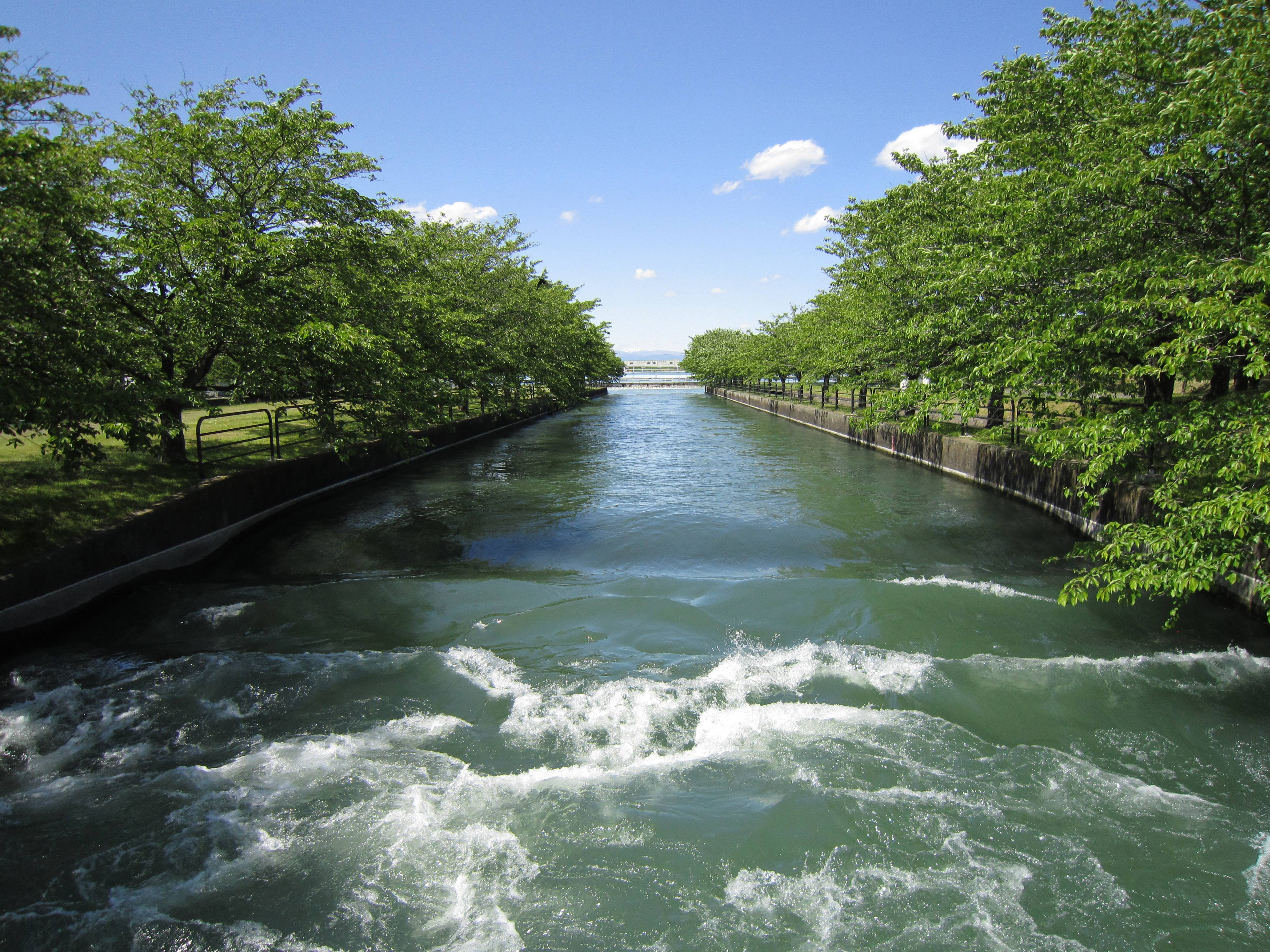
武蔵水路
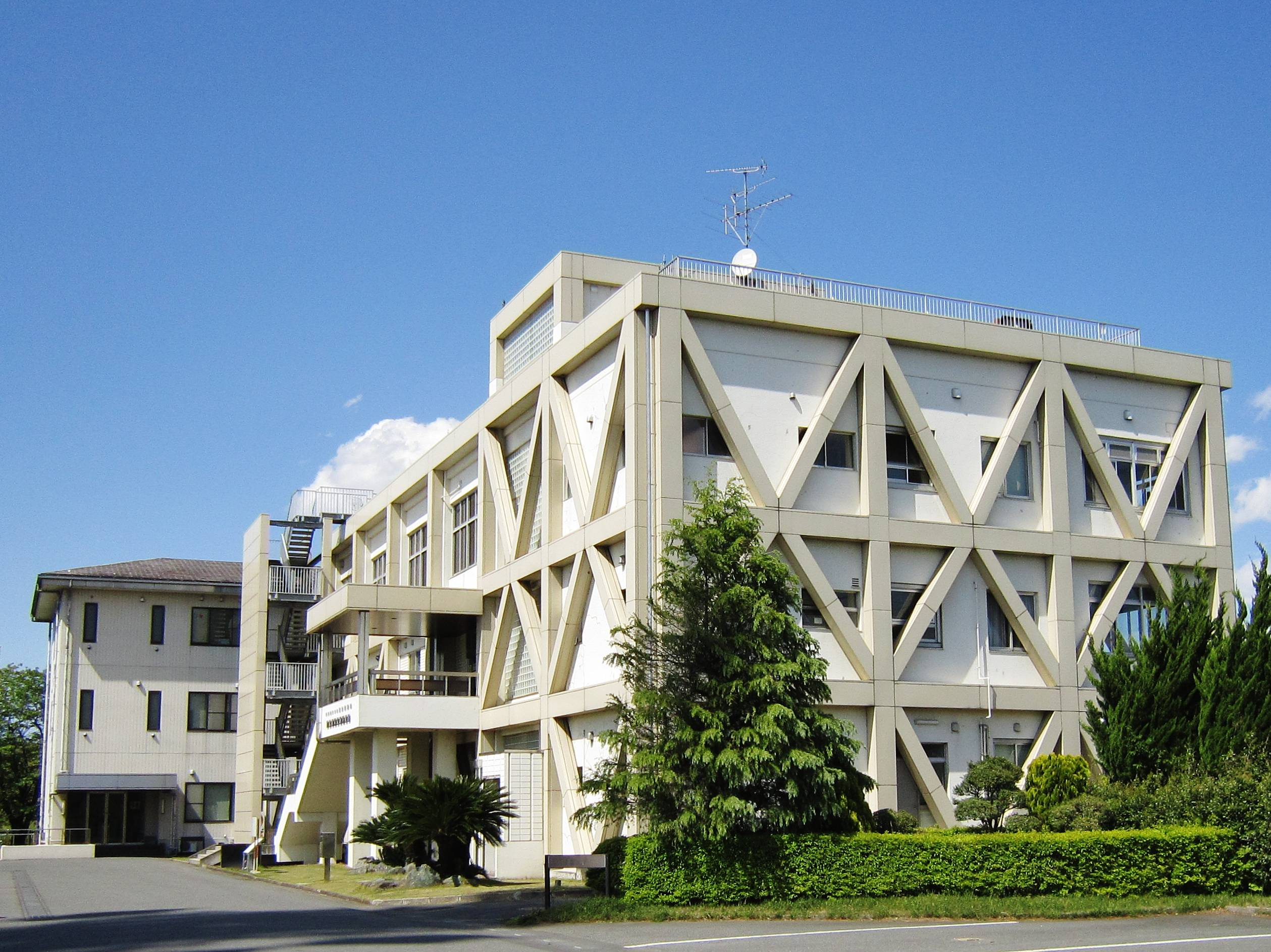
水資源機構利根導水総合事業所

## 利根大堰の目的
1. 武蔵水路・見沼代用水・埼玉用水路・葛西用水路への導水を通じて東京都・埼玉県への上水道と利根川中流部への灌漑
2. 邑楽用水路を通じての群馬県邑楽地域への灌漑
3. 余剰水を使って当時水質汚濁が深刻であった隅田川の水質浄化

- 現在でも利根川上流ダム群の水は利根大堰を経て、東京都の上水道の40%、埼玉県の上水道の70%を供給している。
- この堰で取水された水は、荒川、秋ヶ瀬取水堰、朝霞浄水場を経由して東村山浄水場まで行く事もある。

## 環境保護と地域との共生
利根川はサケ自然遡上の南限河川と言われているが、1970年代を境に、遡上数が減少の一途を辿っていた。これに対し群馬県前橋市では有志が集い、サケの放流事業を継続しているが、水資源機構は1983年から自然保護の一環としてサケの遡上調査を行い、サケを堰より上流に放流する作業を連年行った。
更にサケの遡上を助ける為に、1995年から1997年にかけて、従来からあった魚道の大改築を実施した。こうした官・民の共同作業によって、サケは次第にその遡上数を回復させ、2005年には利根大堰地点で2,000尾以上のサケが前橋方面への遡上が確認された。この他、アユについても遡上数の上昇が認められている。さらに、サケの遡上を間近で見られる施設である大堰自然の観察室も堰の1号魚道脇に併設されている。
なお、堰の上流側160 m、下流側200 mは禁漁区域に指定され、釣りを始めとした魚を獲る行為が禁止され、それを示す標識が川岸に設置されている。禁漁区域を除く場所でも水産資源管理のため、アユは1月1日から5月31日まで、サケは年間を通して禁漁期である。

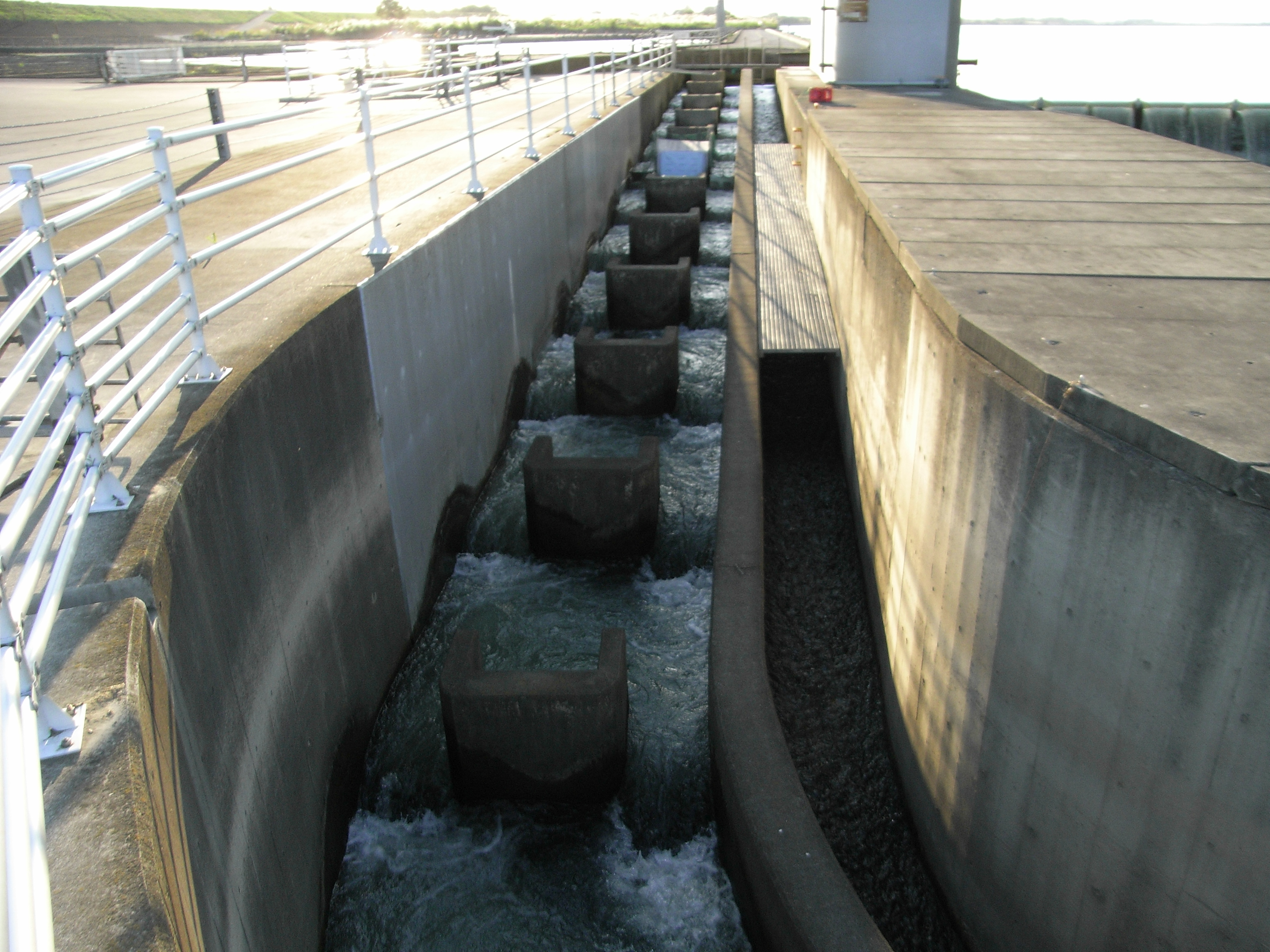
魚道
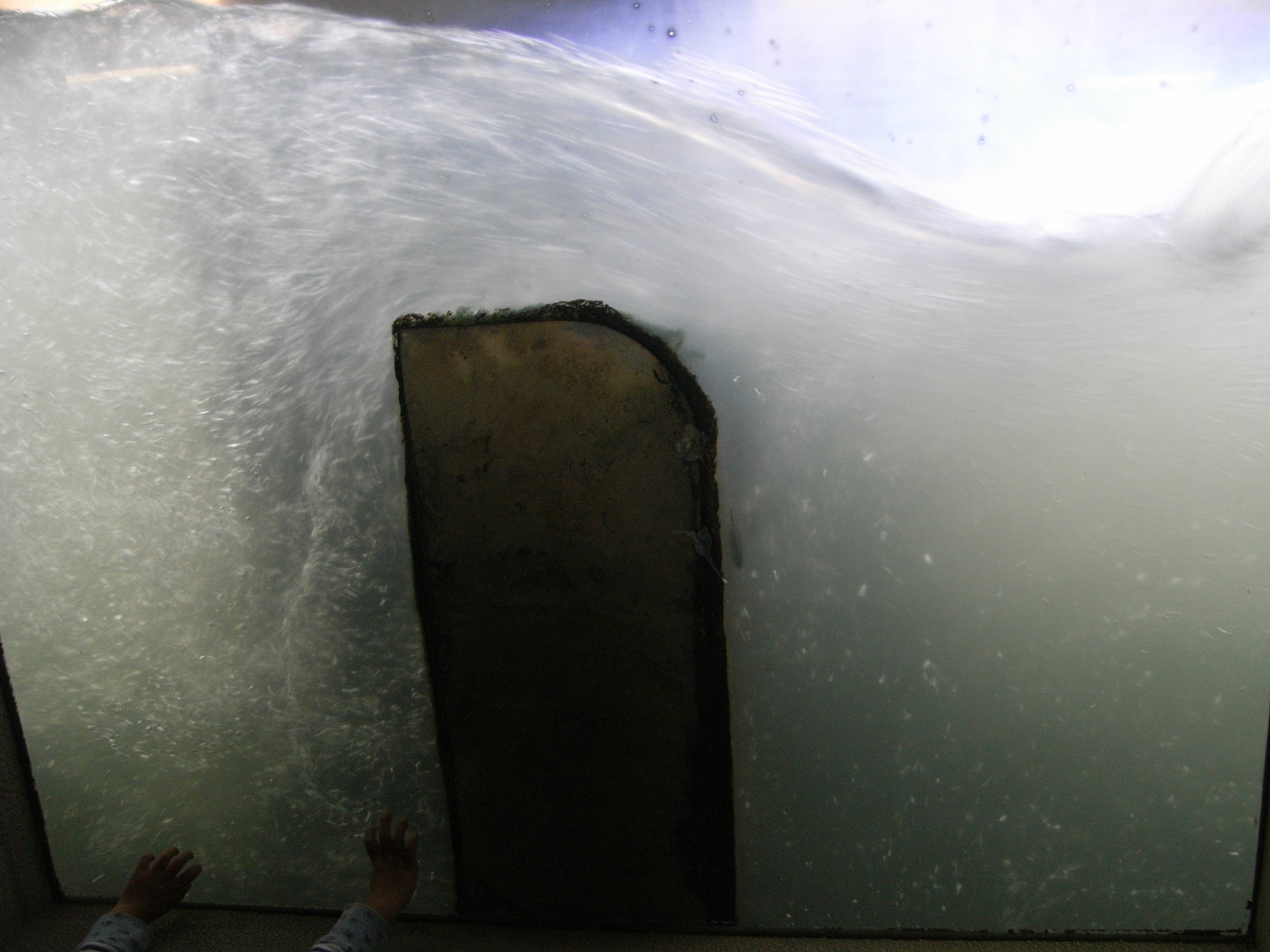
魚道観察室

## 社会科見学
小学校教育指導要領社会における「生活環境の維持・県の概要を知る」などの目標の下、社会科見学のコースに導入している学校もある。

## 武蔵大橋

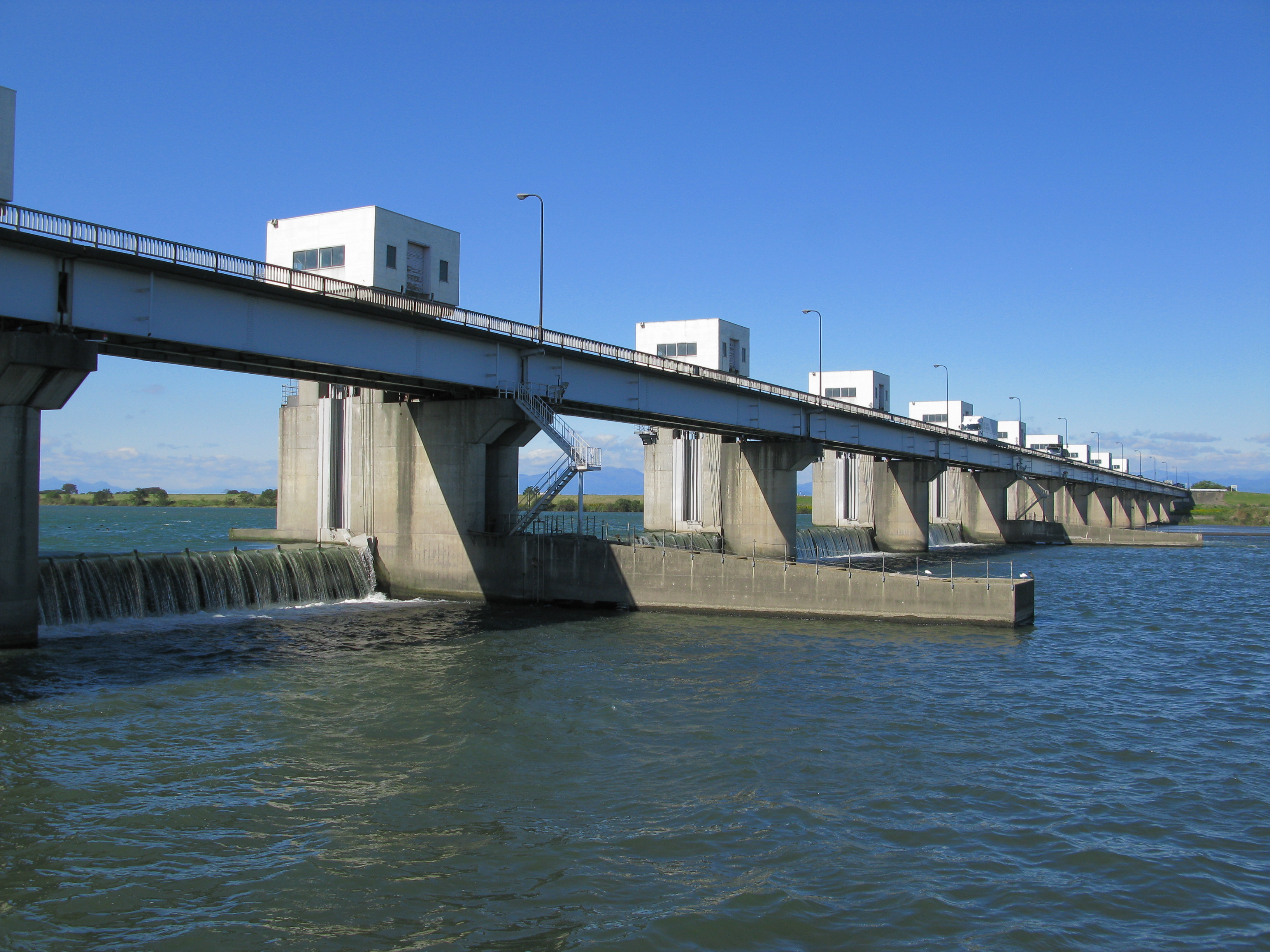
武蔵大橋と利根大堰

堰の管理用道路は武蔵大橋（むさしおおはし）と呼ばれ、道路橋として供用されている。全長687.2 m、有効幅員7 m。鋼鈑桁橋の一等橋である。1968年（昭和43年）10月竣工。工費は7470万円であった。
主要地方道である栃木県道・群馬県道・埼玉県道20号足利邑楽行田線が通過しており、地域の基幹道路として活用されている。中型・大型のトラックの往来の多い道路であるが、取付道路が両岸とも急坂急カーブである上、幅員および歩道が狭いため接触事故が多く、開通後から現在に至るまで数次にわたって改修・補修が繰り返されている。武蔵大橋から上流は約13 kmもの区間、刀水橋まで一般道の橋は架けられていない。

## 隣の橋
- 利根川

（上流） - 新上武大橋 - 刀水橋 - 武蔵大橋 - 昭和橋 - 東武伊勢崎線利根川橋梁 - （下流）